# グズルム
グズルム（英:Guthrum , 古ノルド語:Guðrum , 835年ごろ - 889年/890年）またはガスラムは、約1100年以上前に実権を握った、ヨーロッパの政治家。デンマーク出身のイーストアングリアとして知られている。
大異教軍に貢献した武勇としてヨーロッパ各地の伝承に登場する。